# キートンの警官騒動
『キートンの警官騒動』（キートンのけいかんそうどう、Cops）は、1922年に公開されたアメリカ合衆国のサイレント・コメディ映画。2巻（18分）。主演はバスター・キートン。キートンとエドワード・F・クラインが共同で監督した。
日本での初公開は1973年。「ハロー！キートン」で『キートンのセブン・チャンス』の併映として上映された。
1997年、アメリカ議会図書館は「文化的、歴史的、審美的に重要」なものとして『キートンの警官騒動』をアメリカ国立フィルム登録簿に保存した。
フランツ・カフカとの近似性を指摘されることがある。

## あらすじ
恋人の市長の娘から商売で成功するまで結婚しないと言われた若者（キートン）が町で財布を拾う。悪気はなかったのだが結果的に大金を盗んでしまい、さらに詐欺師に騙し盗られる。詐欺師のウソを信じた若者は、路上に置いてあった他人の引越しの荷物を馬車で運搬する。警官のパレードに紛れ込んだところで、テロリストの爆弾が投げ込まれ、爆発が起きる。犯人と間違えられ逃げ回るキートンだが、恋人に拒絶されたうえ最後には逮捕されてしまう。
ラストシーンは、キートンのポークパイハットが乗った墓石に「The End」の文字。

## キャスト
- 若者：バスター・キートン
- 警察署長：ジョー・ロバーツ
- 市長の娘：ヴァージニア・フォックス
- ホーボー：エドワード・F・クライン（英語版）
- 詐欺師：スティーブ・マーフィー（ノンクレジット）

## 背景
強姦殺人容疑で起訴された恩人ロスコー・アーバックルの裁判中に製作され、それゆえに救いのない結末になったものと考えられる。